# Шенберг (Нижня Баварія)
Шенберг (нім. Schönberg) — громада в Німеччині, знаходиться в землі Баварія. Підпорядковується адміністративному округу Нижня Баварія. Входить до складу району Фраюнг-Графенау. Центр об'єднання громад Шенберг.
Площа — 32,71 км2. Населення становить 3806 ос. (станом на 31 грудня 2020).